# Мейер, Эрик А.
Эрик А. Мейер (англ. Eric A. Meyer; род. 1970) — американский консультант по веб-дизайну и автор. Наиболее известен своей работой над веб-стандартами, в первую очередь каскадными таблицами стилей (CSS), технологии, используемой для визуального представления HTML документов. Мейер написал ряд книг и статей по CSS и проводил презентации, продвигающие его использование.

## Личная жизнь
Эрик родился у родителей Артура и Кэрол Мейер. После смерти матери у него появилась мачеха — Кэти.
В 1992 году Мейер окончил Кейсовский университет Западного резервного района со степенью бакалавра по истории, а также со степенью бакалавра по искусственному интеллекту, астрономии и английскому языку.
Он женат на Кэтрин Мейер (Фрадкин при рождении), с которой они завели троих детей, Ребекку, Кэролин и Джошуа Мейер. В 2014 году его дочь Ребекка Элисон Мейер умерла от опухоли головного мозга в возрасте шести лет. В память о ней шестнадцатеричный цвет #663399      был назван «rebeccapurple» и добавлен в список цветов CSS.